# Opération Rubble

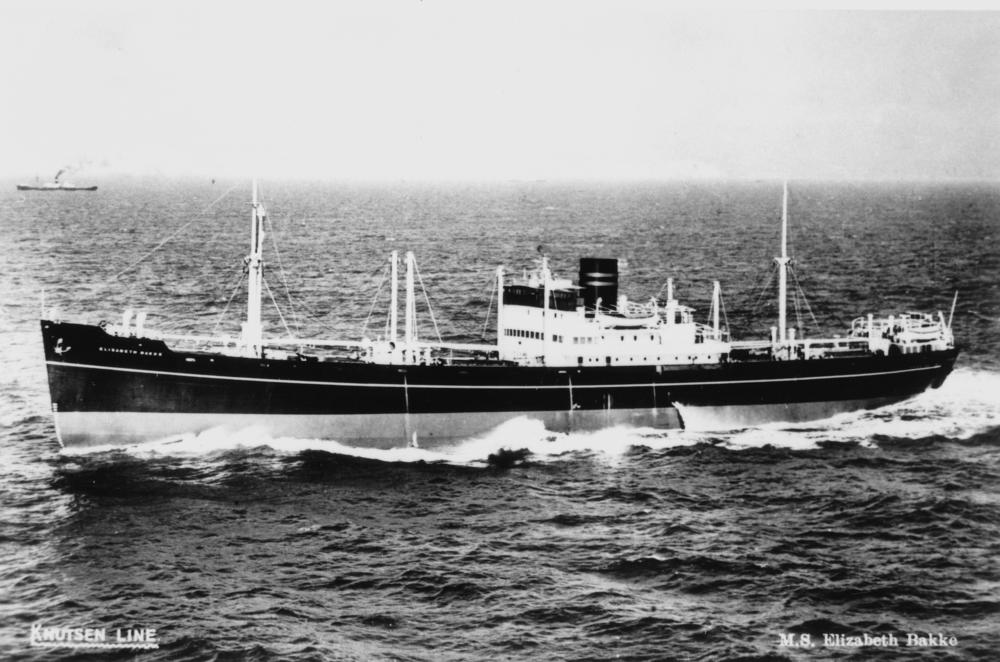
LElizabeth Bakke, l’un des cinq navires norvégiens qui participa au forçage du blocus

L'opération Rubble (en janvier 1941) fut une opération britannique de forçage de blocus au cours de laquelle cinq navires de commerce norvégiens relièrent la Suède à la Grande-Bretagne. Les navires impliqués étaient les navires à vapeur norvégiens Elizabeth Bakke (5 450 tonneaux), John Bakke (4 718 tx), Tai Shan (6 962 tx), Taurus (4 767 tx) et Ranja (6 355 tx). Outre leurs cargaisons, se trouvaient à bord de nombreux marins britanniques et norvégiens qui s’étaient rendus en Suède à la suite de l'échec de l'intervention alliée en Norvège. Les navires quittèrent Göteborg le 23 janvier 1941 et brisèrent le blocus allemand du Skagerrak. Ils évitèrent de justesse d'être interceptés par les deux cuirassés allemands Scharnhorst et Gneisenau qui venaient de commencer l'opération Berlin dans le Cattégat. Les navires naviguèrent dans la mer du Nord et plusieurs navires de guerre furent envoyés du Royaume-Uni pour servir d'escortes. Ces escortes comprenaient le HMS Naiad, le HMS Aurora, le HMS Edinburgh et le HMS Birmingham, ainsi que les destroyers HMS Escapade, HMS Echo et HMS Electra. Le John Bakke et le Ranja furent tous deux attaqués par la Luftwaffe lorsque les croiseurs les trouvèrent. Les navires atteignirent Kirkwall aux Orcades le 25 janvier 1941,.
Les navires livrèrent environ 18 600 tonnes de matériel, dont des roulements à billes, des machines-outils, des pièces de rechange, du fer, des lingots et des aciers de différentes qualités. L’opération était dirigée par George Binney, attaché temporaire à Stockholm représentant le ministère britannique de l’approvisionnement. Il était sur le paquebot Tai Shan. Cette opération fut la première d'une série comprenant également les opérations Performance, Bridford et Moonshine.